# زهرة اللهاة الكبيرة الأزهار
زهرة اللهاة الكبيرة الأزهار (الاسم العلمي:Uvularia grandiflora) هو نوع من النباتات يتبع جنس زهرة اللهاة من الفصيلة اللحلاحية.